# Detrin
Il Detrin (in russo Детрин?; in lingua even: Дэтри) è un fiume dell'estremo nord-est della Russia, tributario di destra della Kolyma. Scorre nel Ten'kinskij rajon dell'oblast' di Magadan.
Proviene dai monti Seimkanskie ad un'altitudine di oltre 868 m sul livello del mare. Sfocia nel fiume Kolyma a 1 944 km dalla sua foce lungo la riva destra.  La sua lunghezza è di 222 km; il bacino del fiume è di 6 450 km². Secondo le osservazioni dal 1938 al 1988, la portata d'acqua media annua a 33 km dalla foce è di 53,59 m³/s.
Lungo il suo corso, si trova l'insediamento di tipo urbano di Ust'-Omčug.

## Idronimo
È stato segnato per la prima volta su una mappa da Jan Čerskij come Dėdėrin. Sulla mappa di S. V. Obručev si chiama Dedrin. Ha il nome odierno a partire dal 1931.